# 隣人は秘かに笑う
『隣人は秘かに笑う』（りんじんはひそかにわらう）は、1999年10月13日から同年12月15日まで日本テレビ系「水曜ドラマ」で放送されたテレビドラマ。主演は本木雅弘。

## 概要
警察官による犯罪や不祥事を鏤めたミステリー仕立てのサスペンスドラマ。かなり際どい情景描写で話題を呼んだ。
当時騒がれていた「警察不祥事」を大きく扱ったドラマである。
折しも、主人公の高木が配属される部署は、当時不祥事で騒がれていた「神奈川県警察」だった。

## 主なキャスト
高木洪一
演 - 本木雅弘
神奈川県警察の制服警察官。ある事件をきっかけに奈緒子に特別な感情を持つ。
向井奈緒子
演 - 水野真紀
料理研究家を兼業している。かつて夫の連れ子を不慮の事故で亡くしている。平凡な生活を送っていたが、高木の出現で思わぬ事件に巻き込まれていくことに。
邦彦
演 - 石橋凌
奈緒子の夫で、出版社の編集長。大人の男と言った感じの、冷静に物事に応対する性格。だが、奈緒子と高木との間にただならぬ事があるのでは? と気づいてから、何かが狂い始めてしまう。
香苗
演 - 大塚寧々
奈緒子のママ友で、子供同士同じスイミングスクールに通っている。美人で明るい性格の奥さんだが、家庭内は冷め切っている。
奈緒子の行き付けの美容院の常連客でもあり、勘が鋭く美容師アシスタントの優菜が事件に何か関連しているといち早く見抜いた。
哲司
演 - 吹越満
香苗の夫。OL連続殺人事件に異常に興味を持ち、自分なりにプロファイリング捜査じみたことをしている。また、そんな自分に恍惚感さえ覚えている。
美里
演 - 神田うの
奈緒子のママ友。夫とは契約結婚の仮面夫婦。
幸太郎
演 - 袴田吉彦
美里の夫で、銀行員。
優菜
演 - 平山綾
奈緒子のいきつけの美容院のアシスタント美容師をしている。
ちずる
演 - 国分佐智子
優菜の勤める美容院のスタッフ。
宏美
演 - 菅野美穂（第4・5話）
神奈川県警監察官
演 - 佐戸井けん太（第1・6話）
ちずる
演 - 原千晶
神奈川県警監察官
演 - 深水三章
邦彦の母
演 - 大谷直子

## スタッフ
- 脚本：橋本以蔵、国井桂、森田幸江
- 演出：大谷太郎、細野英延、長沼誠
- 音楽：池頼広
- OPテーマ：ひふみかおり「明けない空」
- EDテーマ：LOOP THE LOOP「JUMP & DRIVE」
- 音楽プロデューサー：志田博英
- チーフプロデューサー：佐藤敦
- プロデューサー：西憲彦、北島和久
- 制作協力：アァベェベェ（現・アベベネクスト）
- 製作著作：日本テレビ

## 放送日程
| 各話                                                       | 放送日   | サブタイトル                  | 脚本             | 演出     | 視聴率 |
| ---------------------------------------------------------- | -------- | ----------------------------- | ---------------- | -------- | ------ |
| 第1話                                                      | 10月13日 | 仮面警官の恋                  | 橋本以蔵         | 大谷太郎 | 18.0%  |
| 第2話                                                      | 10月20日 | 盗聴された寝室                | 橋本以蔵         | 大谷太郎 | 13.0%  |
| 第3話                                                      | 10月27日 | eメールの罠・覗かれた浮気夫婦 | 橋本以蔵         | 細野英延 | 12.6%  |
| 第4話                                                      | 11月03日 | 破滅                          | 橋本以蔵         | 長沼誠   | 13.6%  |
| 第5話                                                      | 11月10日 | 破滅する妻たち                | 橋本以蔵、国井桂 | 大谷太郎 | 13.4%  |
| 第6話                                                      | 11月17日 | 禁断愛に抱かれた夜…           | 森田幸江         | 長沼誠   | 15.7%  |
| 第7話                                                      | 11月24日 | 後悔!異常愛の正体に…          | 橋本以蔵         | 大谷太郎 | 14.5%  |
| 第8話                                                      | 12月01日 | 青い馬の秘密                  | 橋本以蔵         |          | 15.2%  |
| 第9話                                                      | 12月08日 | 二人だけの結婚式              | 橋本以蔵         | 大谷太郎 | 15.4%  |
| 最終話                                                     | 12月15日 | 悲しき銃声!!                  | 橋本以蔵         | 大谷太郎 | 19.6%  |
| 平均視聴率 15.1%（視聴率は関東地区・ビデオリサーチ社調べ） |          |                               |                  |          |        |